# Christa Luft
Pour les articles homonymes, voir Luft.
Christa Luft, née Christa Hecht le 22 février 1938 à Krakow am See (Allemagne) est une femme politique est-allemande. Elle est la première ministre de l'Économie entre 1989 et 1990.

## Biographie
Christa Luft étudie à la faculté des ouvriers et ses paysans de Halle et, après son baccalauréat, entre 1956 et 1960 suit des cours de commerce extérieur dans un établissement de Berlin. En 1964, elle est assistante de recherche.
Elle fait partie des FDJ entre 1952 à 1964 puis intègre le SED. Elle travaille comme professeure dans divers instituts. Entre 1978 et 1981, elle est vice-présidente de l'Institut international pour les problèmes économiques du système socialiste mondial, au sein du Comecon, à Moscou. Elle est membre correspondant de l'Académie des Sciences de la RDA. Elle intègre le cabinet Modrow le 18 novembre 1989 comme ministre de l'Économie ; elle est également vice-Ministre présidente. Elle travaille ensuite comme conférencière. Entre 1994 et 2000, elle est députée du PDS au Bundestag, où elle s'investit notamment dans le domaine de la politique économique. Une enquête du comité de l'immunité du Bundestag datée de 1998 révèle qu'elle a travaillé pour la Direction du renseignement principal du ministère de la Sécurité d’État (Stasi) de 1963 à 1971.

## Sources
- (de) Cet article est partiellement ou en totalité issu de l’article de Wikipédia en allemand intitulé « Christa Luft » (voir la liste des auteurs).

## Annexe